# Linum mexicanum
Linum mexicanum är en linväxtart som beskrevs av Carl Sigismund Kunth. Linum mexicanum ingår i släktet linsläktet, och familjen linväxter. Inga underarter finns listade i Catalogue of Life.